# オンガクパラダイス
『オンガクパラダイス』（ONGAKU PARADISE、通称オンパラ）は2010年8月4日に稼働開始したコナミデジタルエンタテインメントの音楽クイズゲームである。e-AMUSEMENT対応で、全国のプレイヤーと対戦可能である。

## 概要
『クイズドレミファグランプリ』シリーズの音楽クイズゲームの要素と『クイズマジックアカデミー』シリーズのネットワーク対戦の要素が融合したクイズゲーム。ゲームシステムに関しては、早押しボタンが搭載され、勝ち抜きシステム等を含めセガの『ネットワーク対戦クイズ Answer×Answer』（2以降）シリーズに近い。
プレイヤーの分身となるアバターキャラは動物キャラになっており、8体の動物が登場する。

## 出題ジャンル
発表年（1980年代・1990年代）やアイドルの曲、グループの曲などその楽曲ごとにジャンルが設定されている。

## 出題形式
ミュージックバトル
音楽を聴いて早押しで解答権を得る形式。イントロ以外から始まる場合もある。
知識バトル
音楽に関する雑学が出題される。
ラクガキバトル
絵を見て問題に答える。
連想バトル
5つのヒントから連想されるものを答える。

## ゲームモード

### 全国対戦
全国のプレイヤーと対戦する。4人でマッチングを行い、前後半で点数の高かった2名が決勝進出する（決勝戦に乱入者が登場する場合もある）。決勝は3問先取制。

### 店内対戦
店舗内の2人で対戦する。3回戦制。

### オンパラクエスト
1人用モード。